# 15.ª Avenida Suroeste
La 15.ª Avenida Suroeste (Décima Quinta Avenida Suroeste) es una avenida discontinua ubicada en el cuadrante suroeste de la ciudad de Managua, Nicaragua. Esta vía se encuentra dividida en tres segmentos, conectando barrios residenciales y comerciales entre la Pista Gaza y la Pista Juan Pablo II.

## Trazado
El primer tramo inicia al norte en la Pista Gaza en el Barrio Julio Buitrago y se extiende hacia el sur hasta la Calle 15 de Septiembre.
El segundo tramo comienza más al sur en la 10.ª Calle Suroeste en el Barrio El Carmen, atraviesa la Pista Benjamín Zeledón en el Barrio Recreo Norte y culmina en la intersección con la 25.ª Calle Suroeste.
El tercer y último tramo inicia en el Barrio René Cisneros, atravesando un área residencial no conectada directamente con los segmentos anteriores, y finaliza en la Pista Juan Pablo II en el sector oeste.

## Intersecciones principales
- Pista Gaza – Inicio del primer tramo en el Barrio Julio Buitrago
- Calle 15 de Septiembre – Fin del primer tramo
- 10.ª Calle Suroeste – Cruce del segundo tramo en El Carmen
- Pista Benjamín Zeledón – Importante eje vial que atraviesa la vía
- 25.ª Calle Suroeste – Fin del segundo tramo
- Pista Juan Pablo II – Final del tercer tramo en el Barrio René Cisneros

## Barrios que atraviesa
- Julio Buitrago
- El Carmen
- Recreo Norte
- René Cisneros

## Coordenadas
12°7′25″N 86°15′46″O / 12.12361, -86.26278